# Bongardia chrysogonum
Bongardia chrysogonum là một loài thực vật có hoa trong họ Hoàng mộc. Loài này được (L.) Spach mô tả khoa học đầu tiên năm 1839.